# Heinrich Kley

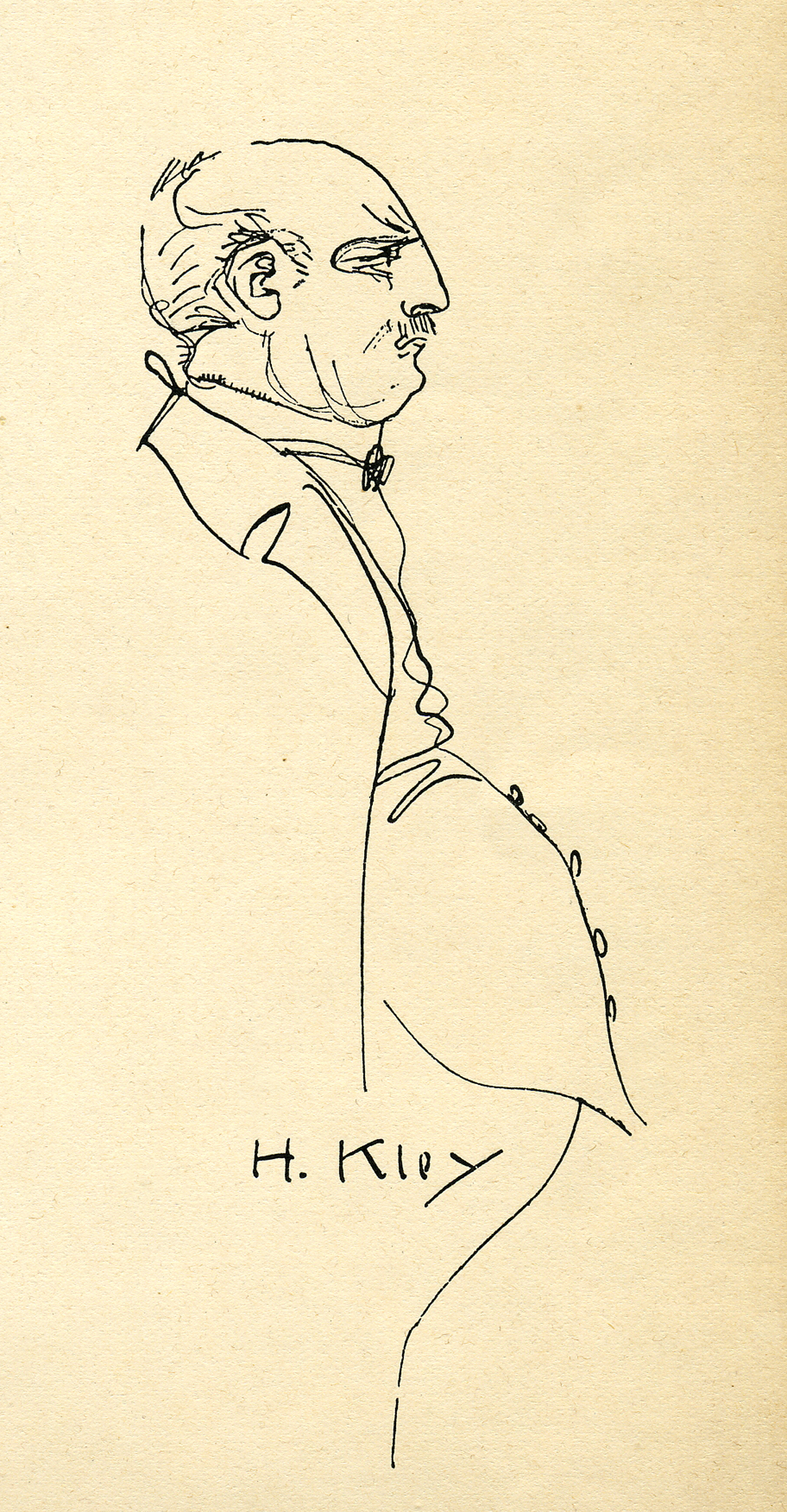
Heinrich Kley: Selbstporträt. Federzeichnung (aus: Skizzenbuch II, 1910)

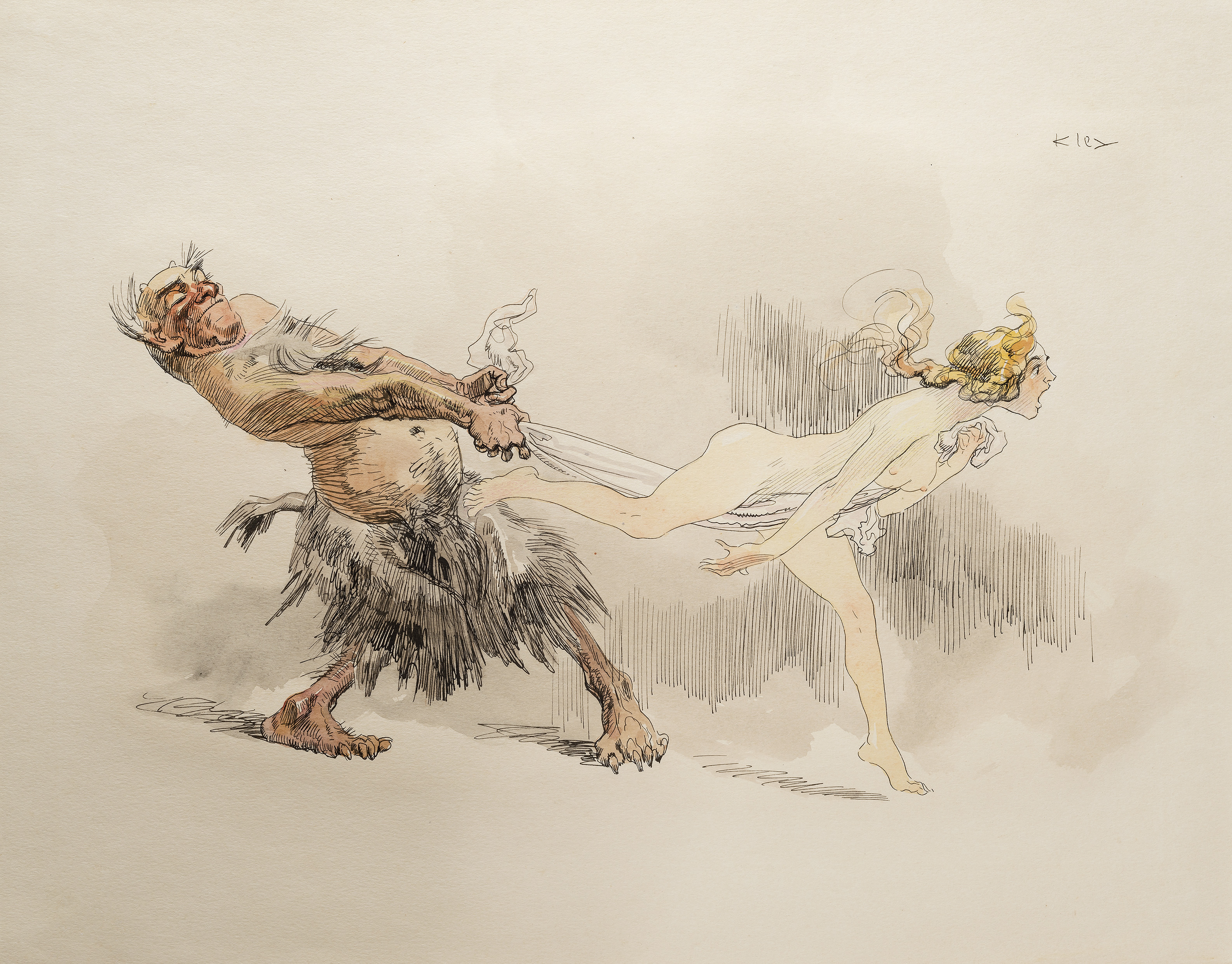
Heinrich Kley: Gefangen: um 1910

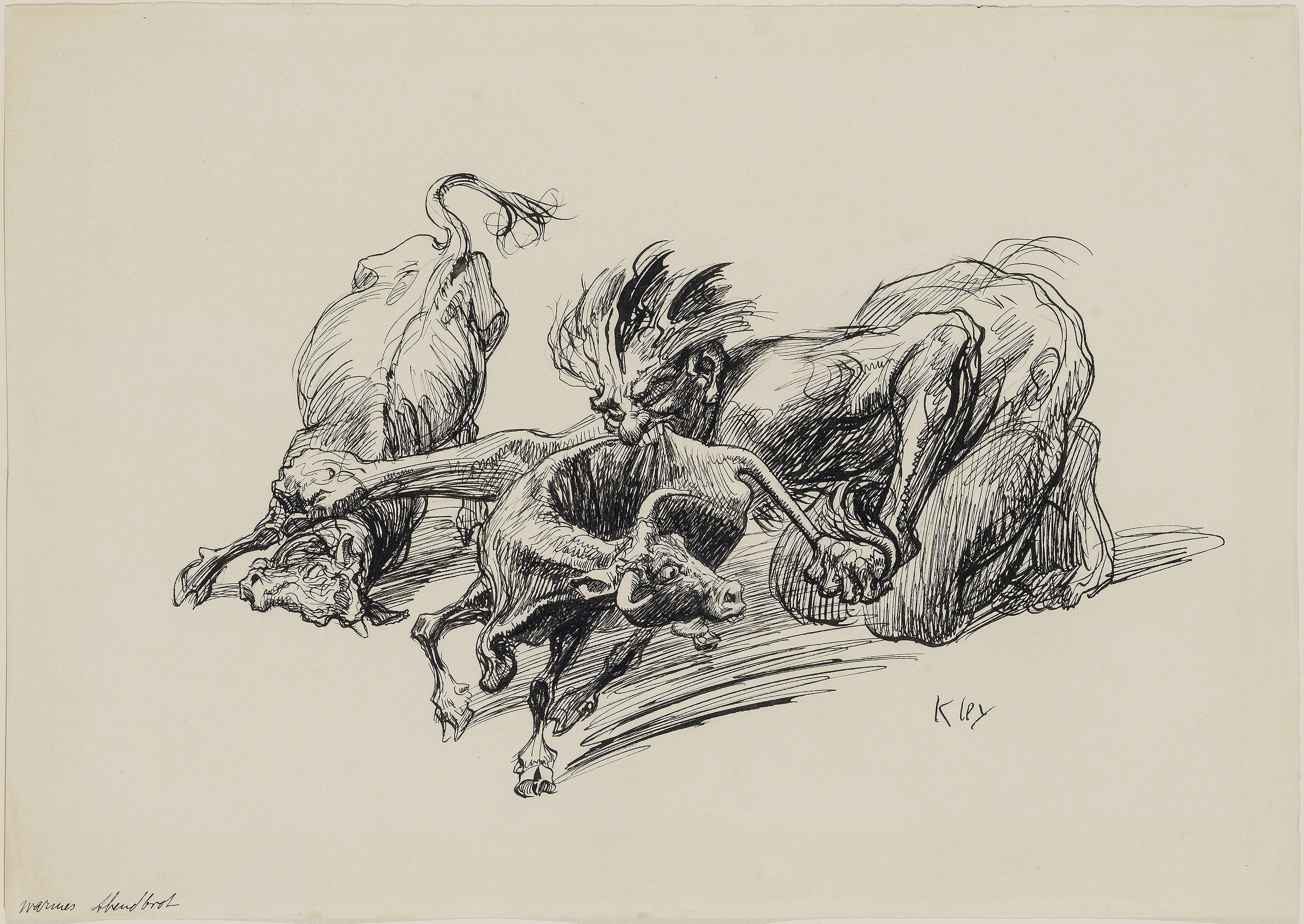
Heinrich Kley: Warmes Abendbrot, um 1910

Heinrich Kley (* 15. April 1863 in Karlsruhe; † 8. Februar 1945 in München) war ein deutscher Zeichner und Maler.

## Leben und Werk

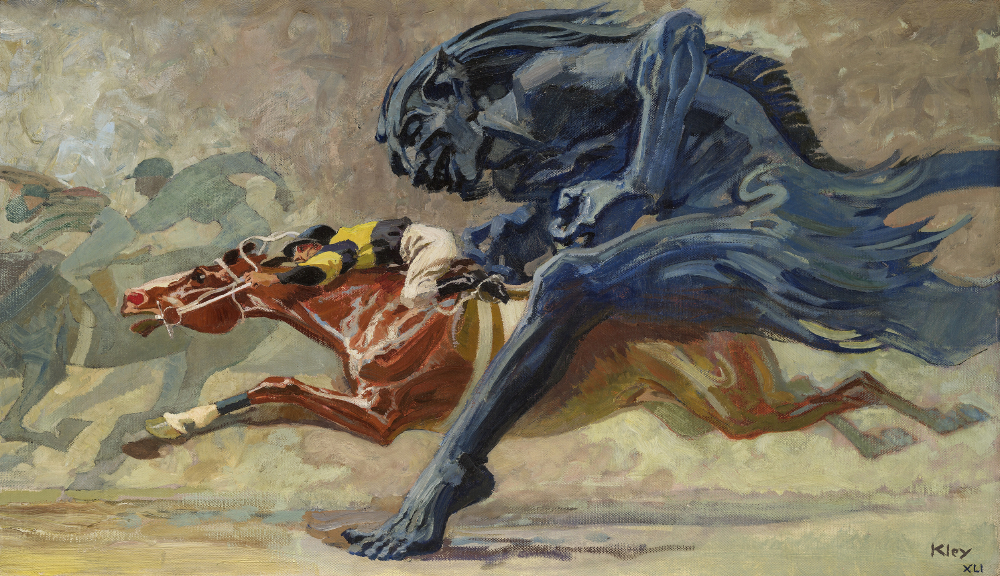
Heinrich Kley: Wettrennen, 1941

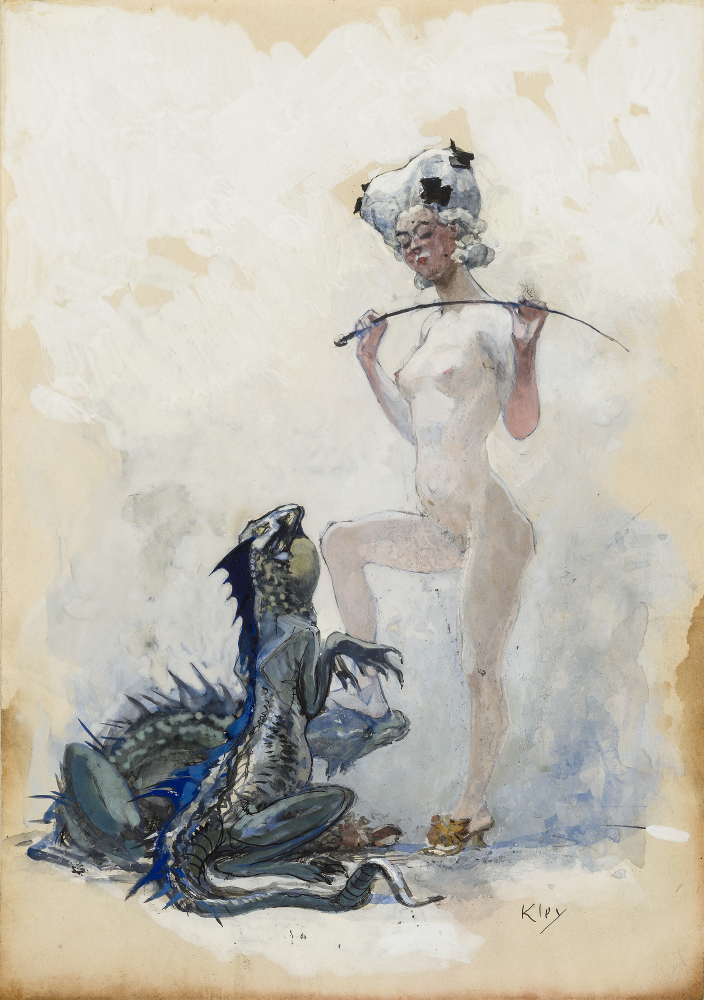
Heinrich Kley: Die Dompteuse, um 1910

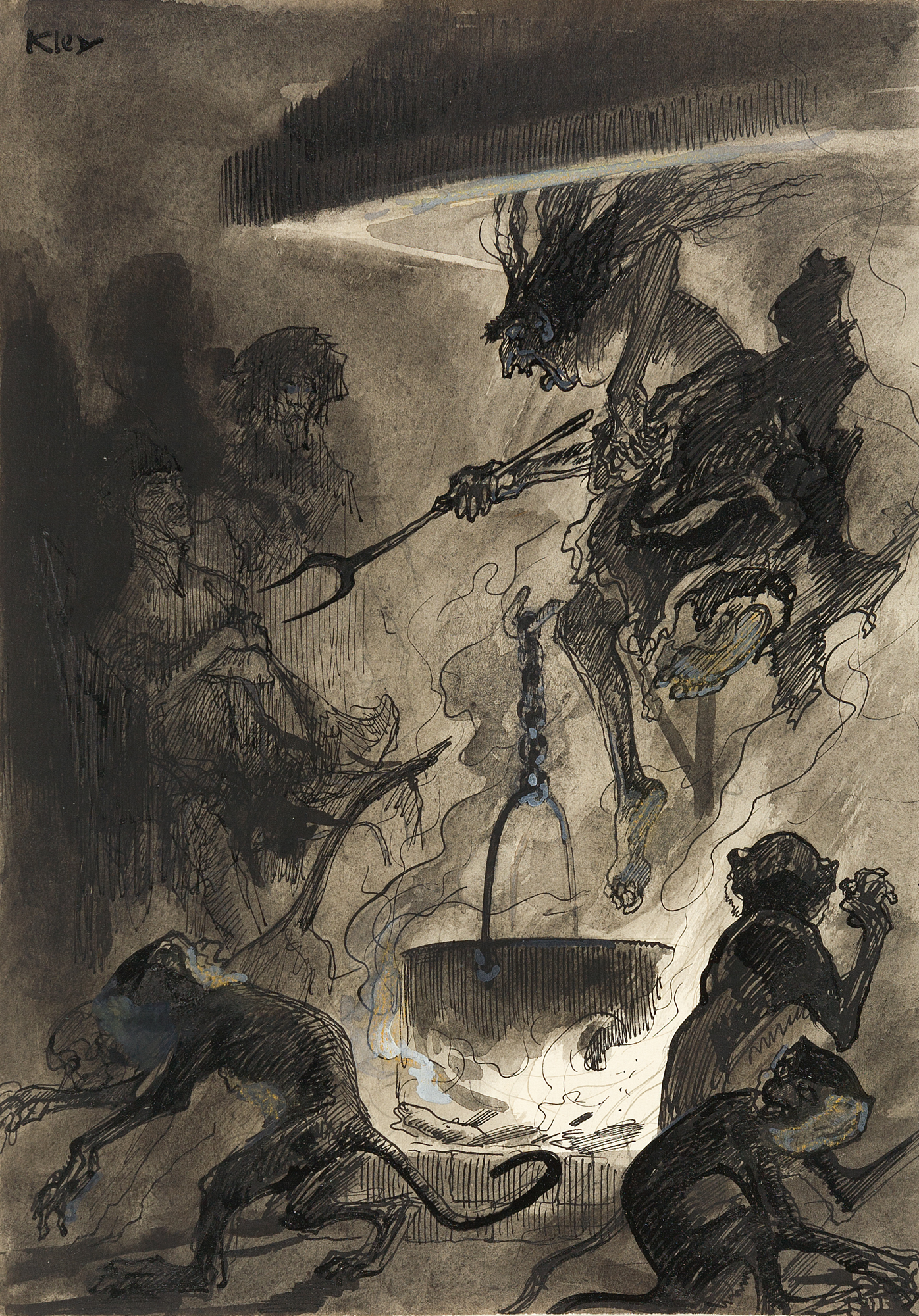
Heinrich Kley: In der Hexenküche, um 1923

Heinrich Kleys Eltern waren der Silberschmied Theodor Kley (1831–1870) und seine Ehefrau Emma geb. Roos (1841–1908). Von 1880 bis 1885 studierte er – unterbrochen von einem kurzen Studienaufenthalt in München – an der Karlsruher Kunstschule unter dem Historienmaler Ferdinand von Keller. Erste Bekanntheit erlangte er durch ein Leporelloalbum mit der Darstellung des historischen Festzuges sowie Illustrationen für eine Fest-Chronik zum 500-jährigen Bestehen der Ruprecht-Karls-Universität Heidelberg 1886.
Bis zur Jahrhundertwende bemühte sich Kley – nicht zuletzt aus wirtschaftlicher Notwendigkeit – um öffentliche und private Aufträge im Umfeld seiner badischen Heimat. Zwei verschollene Wandgemälde (Die Einweihung des Merkur-Altars auf dem großen Staufen und Spazierfahrt Kaiser Wilhelms I. und Kaiserin Augustas auf der Lichtenthaler Allee in Baden-Baden) für das Reichspostgebäude in Baden-Baden (1891) sowie ein Monumentalgemälde (Heidelberger Sommertagszug) für die Heidelberger Stadthalle (1902) belegen, dass er sich dabei auf dem Gebiet der Historien- und Genremalerei betätigte. Trotz vielfältiger Bemühungen (u. a. Tätigkeit als Pressezeichner, Beteiligung an Kunstausstellungen in Karlsruhe, München und Berlin, Mitbegründung des Karlsruher Künstlerbundes etc.) gelang es ihm nur teilweise, sich im Karlsruher Kunstleben zu etablieren.
Von großer Bedeutung für seine weitere Laufbahn war ein Auftrag der Karlsruher Hofkunsthandlung Velten. 1897/98 fertigte er für sie über 100 Aquarelle mit Motiven aus deutschen Städten an, die als farbige Ansichtskarten vervielfältigt wurden und weite Verbreitung fanden. Ihr besonderer Reiz liegt in der präzisen und zugleich stimmungsvollen Schilderung, was ihrem Urheber den Ruf eines Spezialisten für topographische Sujets eintrug.

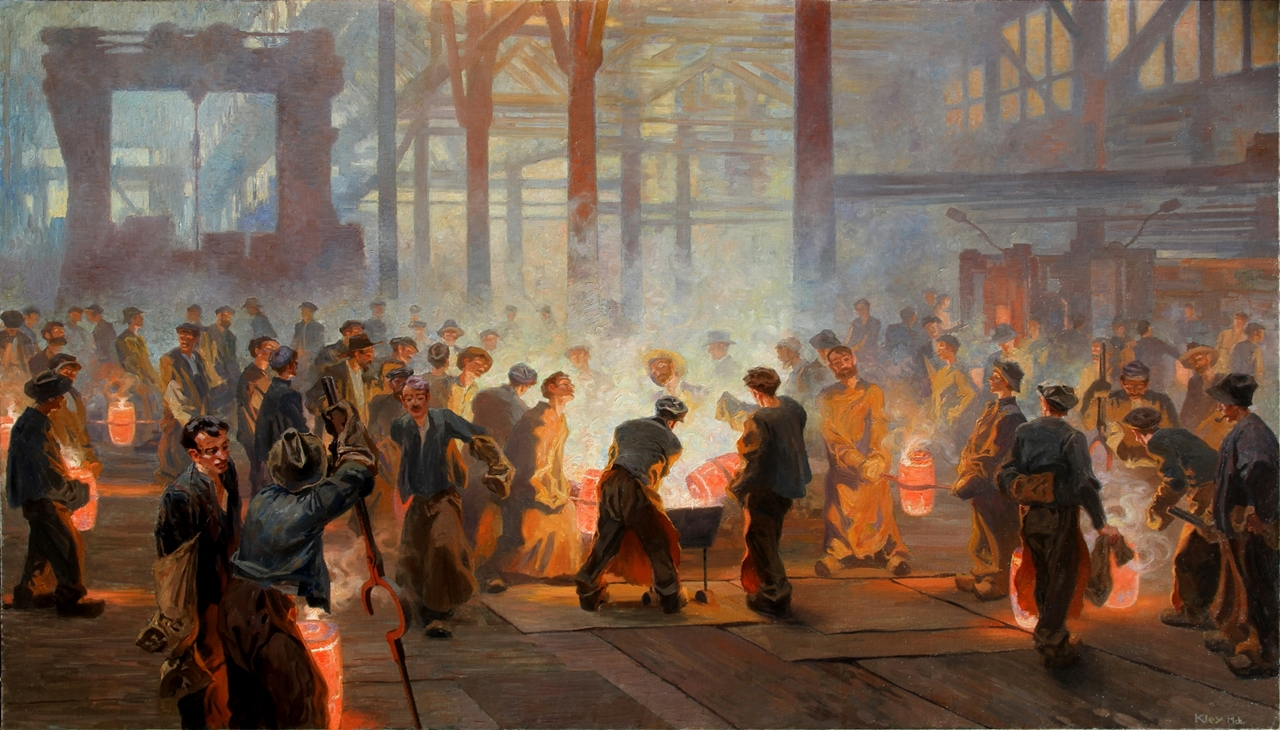
Heinrich Kley: Tiegelstahlguß bei Krupp

1901 wurde die Krupp-Gussstahlfabrik in Essen auf Kleys Ansichtskarten aufmerksam und bestellte bei ihm mehrere Aquarelle mit Darstellungen aus ihren Anlagen. Hierunter hervorzuheben sind die Szenen aus dem Inneren der Werkhallen, beispielsweise Abstich eines Ofens, Gießen einer 50t schweren Bramme aus zwei Pfannen oder Tiegelguß im Schmelzbau. Dokumentarisch genau veranschaulichen sie in impressionistisch aufgelockerter Malweise Arbeitsprozesse aus jener den Augen der Öffentlichkeit ansonsten verborgenen Welt und schildern ihre von gewaltigen Maschinen, menschlicher Arbeitskraft und entfesselten Elementarkräften geprägte atmosphärische Stimmung. Kleys Aquarelle wurden von der Friedrich Krupp AG als Illustrationen für repräsentative Gedenkschriften und Firmen-Alben verwendet sowie als Ansichtskarten reproduziert, wodurch sie in Industriellenkreisen bald hohen Bekanntheitsgrad erlangten. Zwischen 1911 und 1914 entstand das Ölgemälde Die Krupp'schen Teufel, das gegenwärtig im Westfälischen Landesmuseum für Industriekultur in der Henrichshütte in Hattingen hängt. In den kommenden Jahren wurde er zu einem gefragten Industriemaler, der bis zu seinem Lebensende Aufträge von Firmen wie MAN, Grün & Bilfinger oder Voith erhielt.

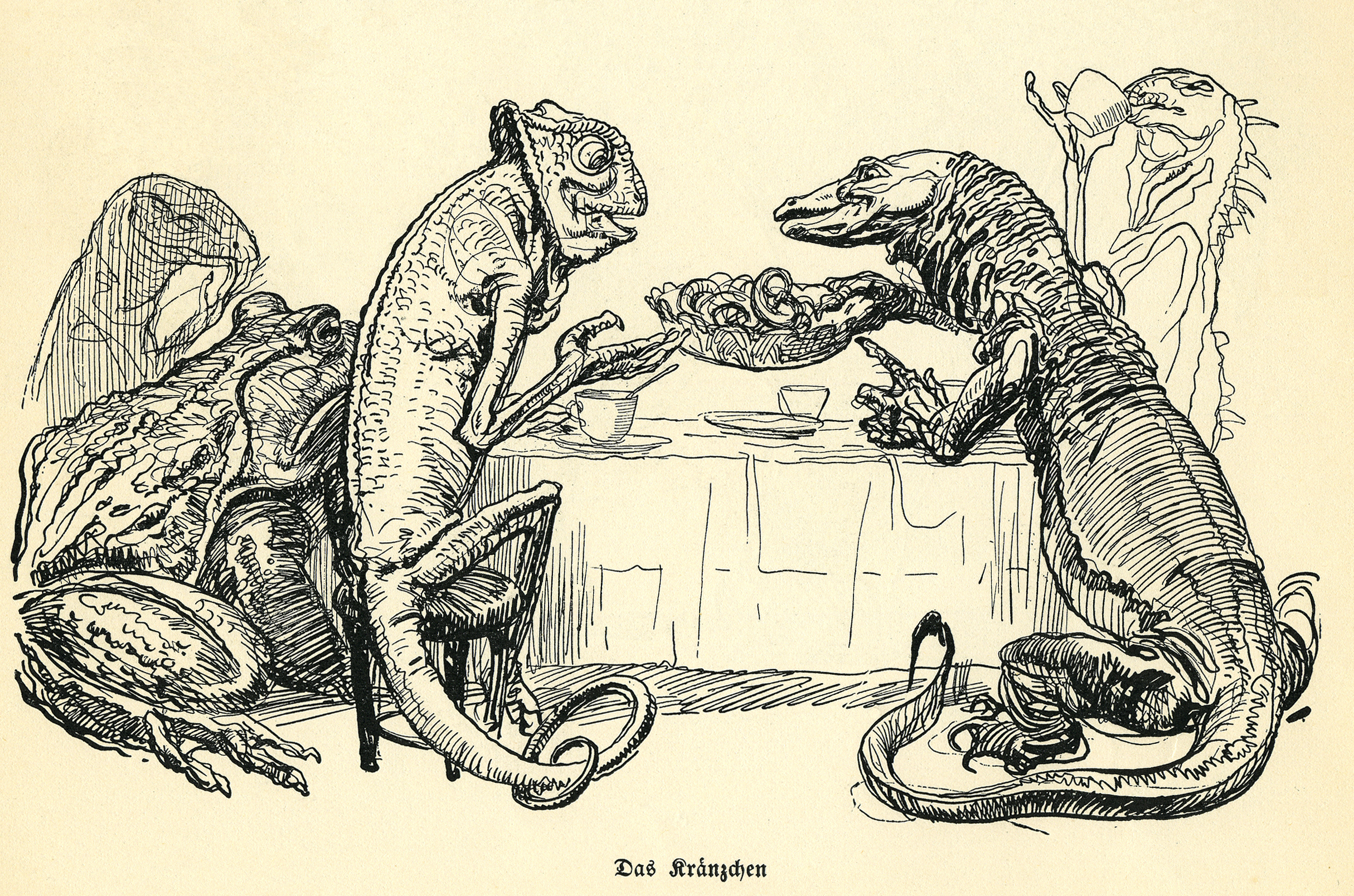
Heinrich Kley: Das Kränzchen. Federzeichnung (aus: Skizzenbuch I, 1909)

Der breiten Öffentlichkeit wurde Kleys Name durch die Mitarbeit am Münchener Simplicissimus ein Begriff. Ihr Herausgeber, der Verleger Albert Langen, war durch den Volksschauspieler Konrad Dreher auf den Künstler aufmerksam geworden und veröffentlichte dessen ursprünglich zum Privatvergnügen angefertigte humoristische, satirische und groteske Federzeichnungen ab 1908 in seinem Blatt. Etwa 350 Beispiele davon sind in den vier Alben Skizzenbuch (1909), Skizzenbuch II (1910), Leut' und Viecher (1912) und Sammelalbum (1923) des Albert Langen Verlages enthalten. Mit technischer Virtuosität, schlagendem Witz und psychologischem Einfühlungsvermögen schildert Kley in ihnen – häufig in Form von Mensch-Tier-Vergleichen – ewig menschliche Eigenschaften und Begebenheiten, so dass die meisten seiner Bildfindungen bis heute nichts an Aktualität verloren haben.
Der sich quasi über Nacht einstellende Erfolg motivierte den Künstler 1909 zum Umzug nach München. Hier wurde er Mitarbeiter der Zeitschrift Jugend, erhielt zahlreiche Aufträge als Buchillustrator und ging eine überaus erfolgreiche Geschäftsbeziehung zu dem Galeristen Franz Josef Brakl ein.
Der Erste Weltkrieg bedeutete eine einschneidende Zäsur für Kley und sein Werk. Er ließ seine Mitarbeit am Simplicissimus und an der Jugend ruhen, kümmerte sich zunehmend um seine pflegebedürftige Ehefrau Theophanie (1861–1922) und zog sich immer mehr von Freunden und Bekannten zurück.
Zu Beginn der Weimarer Republik trat Kley erneut ins Licht der Öffentlichkeit. Die wiederaufgenommene Mitarbeit an diversen Zeitschriften sowie Tätigkeit als Buchillustrator ist hauptsächlich auf wirtschaftliche Notwendigkeit zurückzuführen, denn in den Kriegsjahren hatte der Künstler vor allem von Einkünften durch Brakl gelebt, von dem er sich zunehmend übervorteilt fühlte und mit dem er sich Mitte der 1920er Jahre überwarf.
Der Tod seiner Ehefrau Theophanie 1922 und der Verlust seiner Ersparnisse in der Hyperinflation stürzten Kley in eine tiefe Krise, von der er sich nur langsam wieder erholte. Es waren vor allem die Industrieaufträge, die ihn von nun an beschäftigten und ernährten. Hauptsächlich hielt er riesige Maschinenanlagen, Hoch-Tief-Baustellen und Brückenkonstruktionen fest, also Motive mit einem stark technisch ausgeprägten Charakter. Nicht zuletzt aufgrund dieser Vorgaben näherte er sich in seinen Darstellungen einer an der Neuen Sachlichkeit orientierten Seh- und Malweise an.
Neuen Lebensmut schöpfte Kley schließlich durch seine zweite Ehefrau Emily (1878–1970), die er 1928 heiratete. Sie wurde ihm zu einer treuen, verständigen und tatkräftigen Begleiterin, die das Andenken an ihn noch lange nach seinem Tod bewahren sollte.
Mit dem Anbruch der Zeit des Nationalsozialismus wurde es still um den Künstler. Nur wenige Wochen vor der Machtergreifung hatte der Simplicissimus eine zwar harmlose, doch unmissverständlich gegen die Nationalsozialisten gerichtete Karikatur von ihm veröffentlicht. Um Repressalien zu vermeiden und sich nicht den Anforderungen der zunehmend gleichgeschalteten Presse unterordnen zu müssen, beendete Kley schlagartig seine Mitarbeit an sämtlichen Zeitschriften. Der für die weitere Berufsausübung als Künstler notwendige Eintritt in die Reichskammer der bildenden Künste erfolgte erst 1938 und damit verhältnismäßig spät (ab 1935 war die Mitgliedschaft in dieser Organisation für alle bildenden Künstler in Deutschland obligatorisch). Hiermit rückte er unter die Beobachtung der staatlichen Behörden, die zwar seine Industriemotive billigten, denen aber seine humoristischen, satirischen und grotesken Federzeichnungen äußerst suspekt waren. 1939 setzte die Reichsschrifttumskammer das 1923 erschienene Sammelalbum auf die Liste des schädlichen und unerwünschten Schrifttums. Sie forderte zum Einzug auftauchender Exemplare auf und ließ die im Albert-Langen-Verlag befindlichen Druckmatrizen vernichten. Um nicht noch weiter in den Strudel der Ermittlungen zu geraten und um seinen Ruf als erstklassiger Maler von Industriemotiven zu behaupten, schuf Kley in seinen letzten Lebensjahren unter Aufbietung aller Kräfte noch einige großformatige Gemälde mit entsprechenden Sujets. Er selbst referierte hierüber in einem Brief: „Ich male morgens 1/2 5 bis Abends 7 an unsterblichen Ölgemälden um kurz vor Torschluß noch die erforderlichen Lorbeeren zu ernten.“
Heinrich Kley starb kurz vor dem Ende des Zweiten Weltkrieges im Nymphenburger Krankenhaus in München.

## Rezeption
Obwohl Heinrich Kley nie in den USA war, erfuhren seine vor dem Ersten Weltkrieg im Simplicissimus erschienenen und durch die Alben des Albert-Langen-Verlages leicht verfügbaren Federzeichnungen dort eine erstaunliche Popularität und Rezeption.
Bereits Mitte der 1920er Jahre veröffentlichte „The Golden Book Magazine“ mehrere Dutzend Werke von Kley, freilich ohne dessen Wissen. 1937 folgte das Coronet; mangels näherer Informationen über den Künstler verbreitete diese Zeitschrift das abstruse Gerücht, Kley sei bereits vor Jahren in einer psychiatrischen Anstalt gestorben. 1941 und 1948 gab der kalifornische Verleger Emanuel Borden zwei bibliophile Bände mit Kleys Federzeichnungen heraus, die er aus den Alben des Albert-Langen-Verlages zusammenstellte. Zu der zweiten Publikation steuerte der 1933 aus Deutschland in die USA emigrierte Künstler George Grosz ein Vorwort bei, in dem er seiner Bewunderung für die ihm seit der Studienzeit bekannten Werke von Kley Ausdruck verlieh. 1961 und 1962 erschienen im New Yorker Dover-Verlag zwei bis heute im Buchhandel erhältliche Bände mit sämtlichen Zeichnungen aus den Alben des Albert-Langen-Verlages.
Heinrich Kleys wohl bekanntester Bewunderer war der Trickfilmproduzent Walt Disney. Seine Mitarbeiter Joe Grant und Albert Hurter machten ihn Ende der 1930er Jahre auf Kleys Federzeichnungen aufmerksam, deren Potential als Inspirationsquelle er für seine eigenen Filmprojekte sofort erkannte. Besonders deutlich ist dies an dem Film Fantasia (1940) zu erkennen. Zahlreiche Figuren und Handlungsmotive in den Szenen Pastorale, Der Tanz der Stunden und Eine Nacht auf dem kahlen Berge sind ohne Kleys Vorbild nicht zu denken. Auch die Filme Dumbo (1941) und Das Dschungelbuch (1967) verdanken dem damals in seiner Heimat bereits längst in Vergessenheit geratenen Künstler viel. Disney bekannte 1964 in einem Fernsehinterview:

„Without the wonderful drawings of Heinrich Kley I could not conduct my artschool classes for my animators.“

Ein anderer Bewunderer ist der Nachfolger von Maurice De Bevere alias Morris als Lucky Luke-Zeichner, Hervé „Achdé“ Darmenton: Heinrich Kley sei eines seiner größten Vorbilder, „Ich wäre gerne so begabt wie Kley (...) wie frech und respektlos der war!“

## Ausstellung
- 2011: Heinrich Kley – Meister der Zeichenfeder im Kontext seiner Zeit, Villa Stuck, München
- 2011: dito, Deutsches Museum für Karikatur und Zeichenkunst Wilhelm Busch, Hannover

## Bücher
- Heinrich Kley, Leut' und Viecher. Album. Albert Langen Verlag, München o. J.
- Skizzenbuch. Hundert Federzeichnungen. Albert Langen Verlag, München o. J.
- Skizzenbuch II. Hundert Federzeichnungen. Albert Langen Verlag, München o. J.
- 12 Kunstdrucke aus der Jugend. Verlag der Jugend, München o. J.
- Heldensagen. 9 Erzählungen aus dem Sagenschatz germanischer Volksstämme. Nach den Quellen bearbeitet von Eugen Weimann. Mit 8 Original-Illustrationen von Heinr. Kley. Samuel Lucas, Elberfeld o. J. (um 1905).
- Hetaerenbriefe. Eine Auswahl aus Alciphron, Lucian u. a. übersetzt von Dr. Hans W. Fischer. Mit Bildern von Heinrich Kley. Georg H. Wigand‘sche Verlagsbuchhandlung, Leipzig o. J.
- Im australischen Busch. Skizzen von Stefan von Kotze. Mit Federzeichnungen von Heinrich Kley (10 Illustrationen und 1 Titelbild). 16. der Grünen Bändchen herausgegeben von Nicolaus Henningsen. Hermann Schaffstein, Köln o. J. (ca. 1905).
- Jugend. Sondernummer für Heinrich Kley, München 1910, 5. Heft (Februar)
- Lucian, Lucius oder der Esel. Vorwort von Georg Cordesmühl. Bilder von Heinrich Kley. Georg H. Wigand‘sche Verlagsbuchhandlung, Leipzig o. J.
- Reineke der Fuchs. Erzählt von Wilhelm Fronemann. Bilder von Heinrich Kley. Loewes Verlag, Stuttgart 1930.
- Der Riese Mum. Ein Kinderbuch von Eberhard Buchner. Mit Bildern von Heinrich Kley (19 Illustrationen und 1 farbiges Titelbild). Albert Langen, München 1910.
- Vergils Aeneis. Travestiert von Alois Blumauer. Illustriert von Heinrich Kley. Berthold Sutter Verlag, München 1910.
- Justinus Kerner, Die Reiseschatten. Mit Urzinkzeichnungen von Heinrich Kley. Hans von Weber Verlag, München 1921.
- Paul Georg Ehrhardt: Die letzte Macht. Eine Utopie aus unserer Zeit. Roman in vier Bänden mit 24 Schwarzweißzeichnungen von Heinrich Kley (- Reihe Sindbad-Bücher – Phantastische und abenteuerliche Romane). Drei Masken Verlag, München 1921.
- Festzug. Jubiläum der Universität Heidelberg 1386–1886. Festzugs-Album, von Heinrich Kley in Karlsruhe unter Leitung von Professor Hoff entworfen und gezeichnet. Verlag von Bangel & Schmitt (Otto Petters), Univ.-Buchhandlung und Edmund von König, Kunsthandlung in Heidelberg (vermutlich Kleys erste Veröffentlichung)
- The Drawings of Heinrich Kley. Dover Publications, New York 1962.
- More Drawings of Heinrich Kley. Sketchbook I and II. With an introduction. Dover Publications, New York 1961.
- The Lost Art of Heinrich Kley, Volume 1: Drawings. With a foreword by Michael Wm. Kaluta. Picture This Press, Silver Spring: Maryland, 2012.
- The Lost Art of Heinrich Kley, Volume 2: Paintings and Sketches. With a foreword by Joseph V. Procopio. Picture This Press, Silver Spring: Maryland 2012.